# Прип'ять-Стохід (регіональний ландшафтний парк)
При́п'ять-Стохі́д — регіональний ландшафтний парк в Україні. Розташований у Зарічненському районі Рівненської області.
Площа 21600 га. Створений рішенням Рівненської облради № 33 від 28.02.1995 року. В межах парку розташовані 10 населених пунктів: села Дідівка, Котира, Нобель, Ніговище, Омит, Гориничі, Сенчиці, Прикладники, Дубчиці, Комори.
На території парку трапляються рослини, занесені до Червоної книги України: зозулині черевички звичайні, росичка середня, щитолисник звичайний,
баранець звичайний, плаун колючий, вовчі ягоди пахучі, горіх водяний плаваючий. Тваринний світ парку орієнтовно оцінюється понад 500 видами, в тому числі 219 видів хребетних (з них риб — 19, земноводних — 9, плазунів — 5, птахів — 160, ссавців — 26).

## Галерея

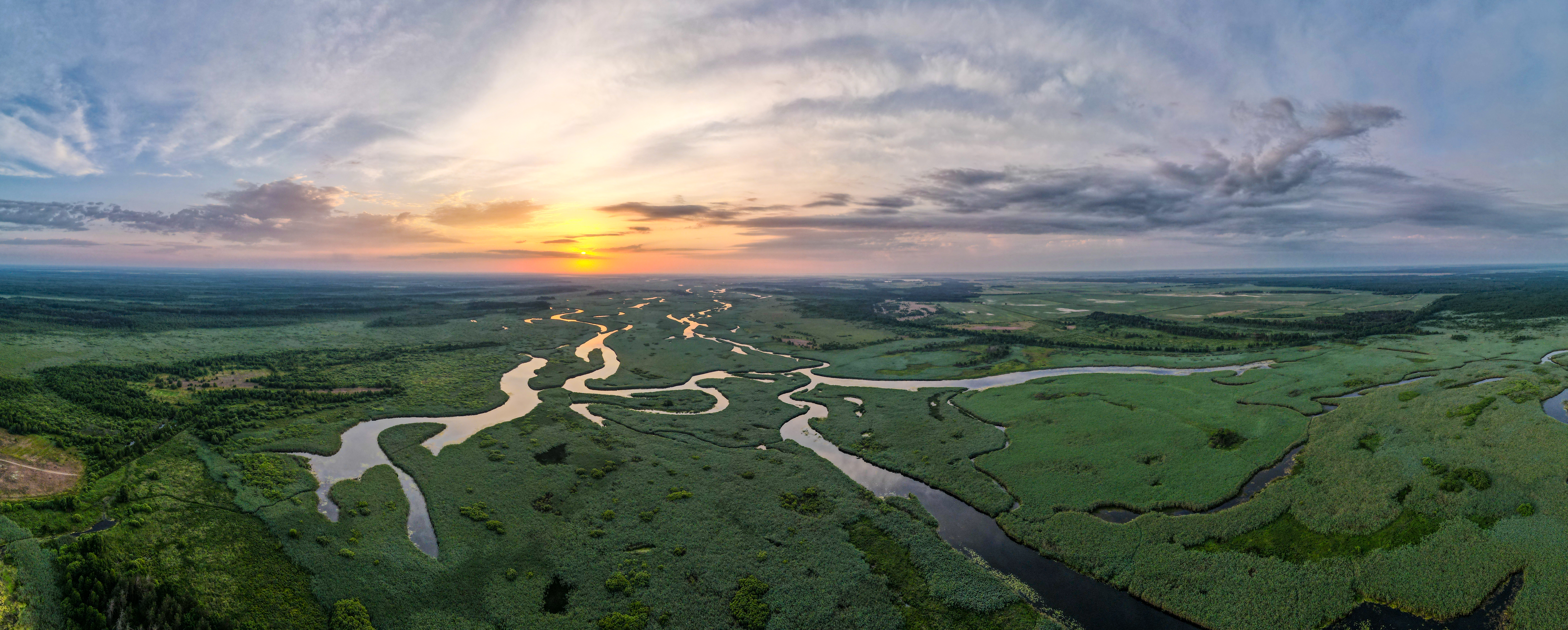
Світанок у регіональному ландшафтному парку (червень 2021)

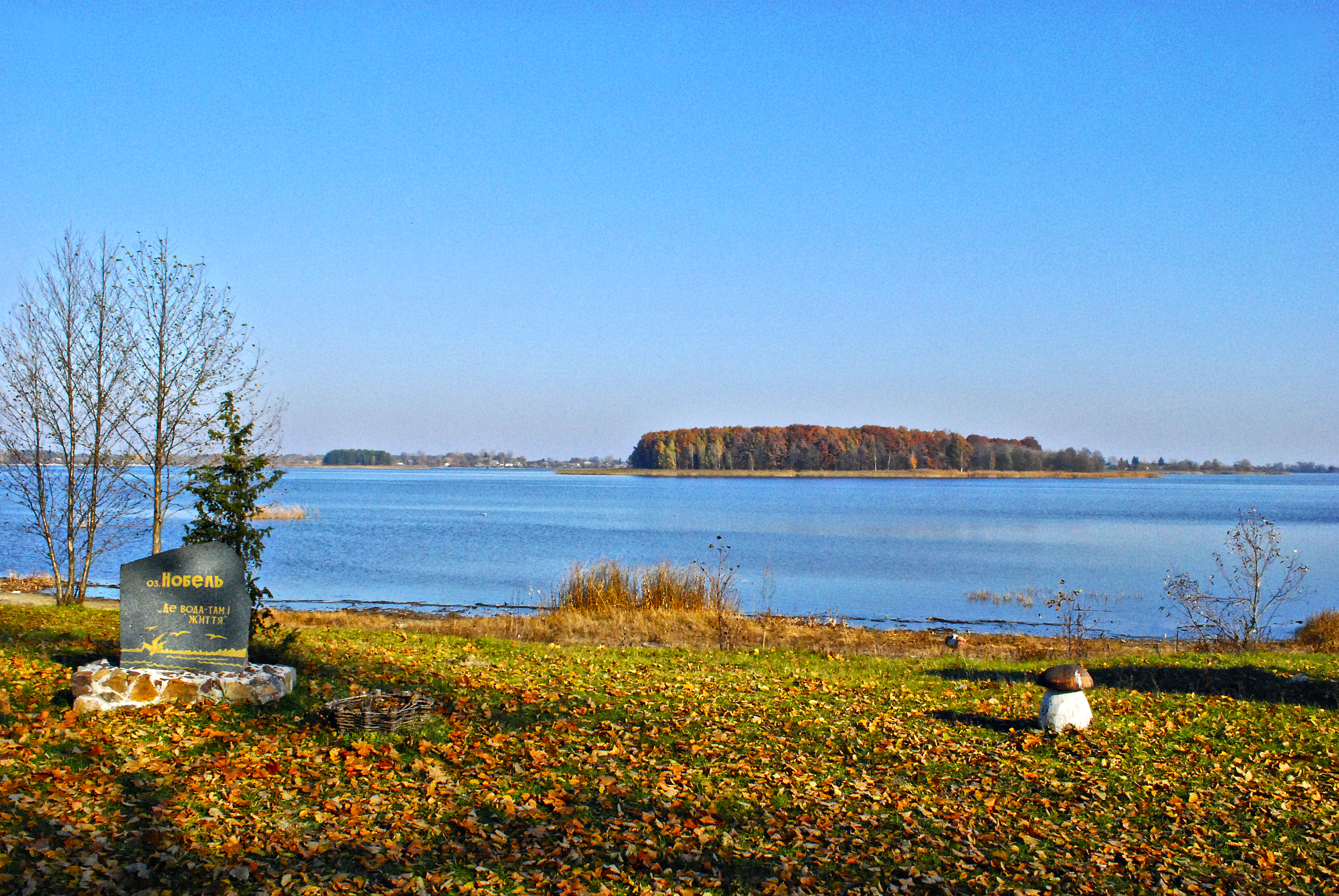
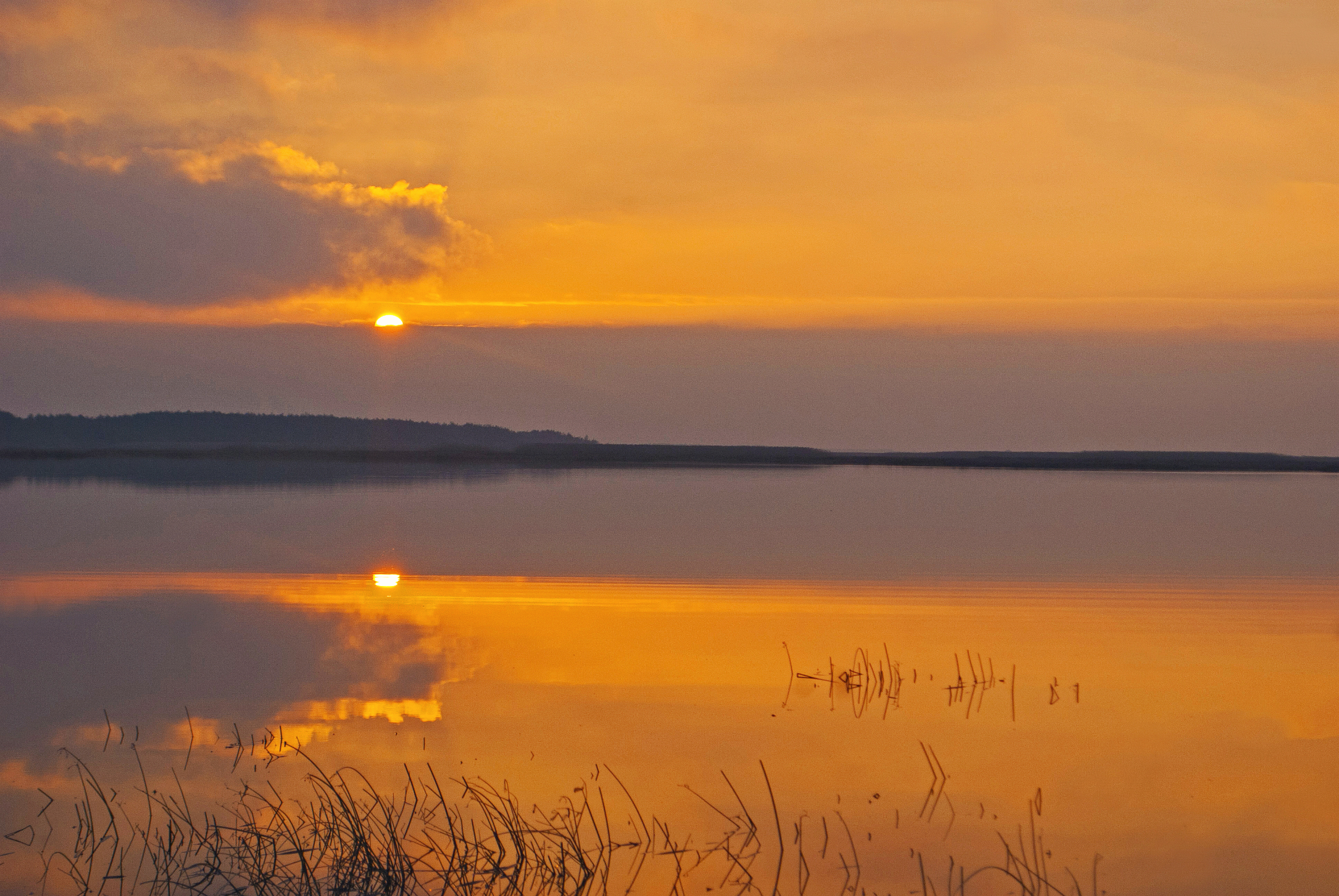
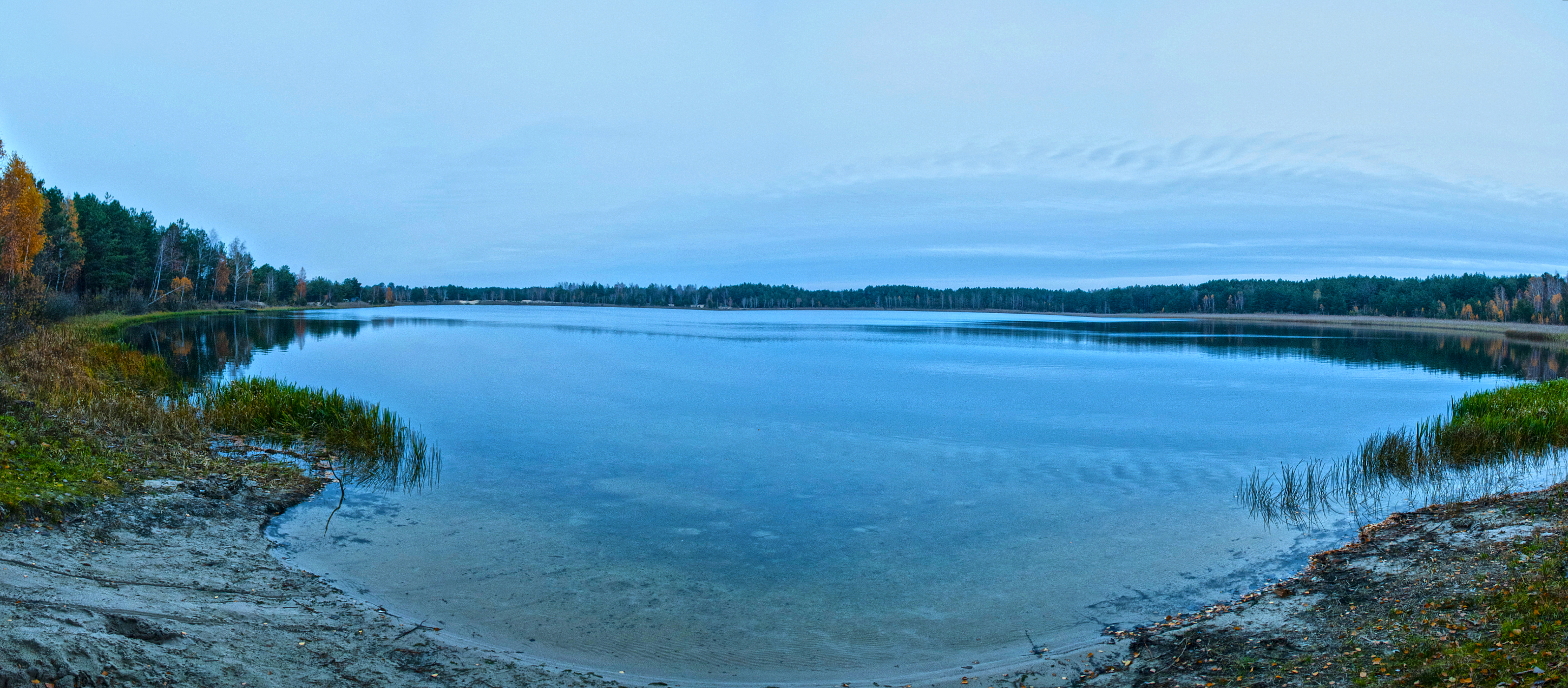
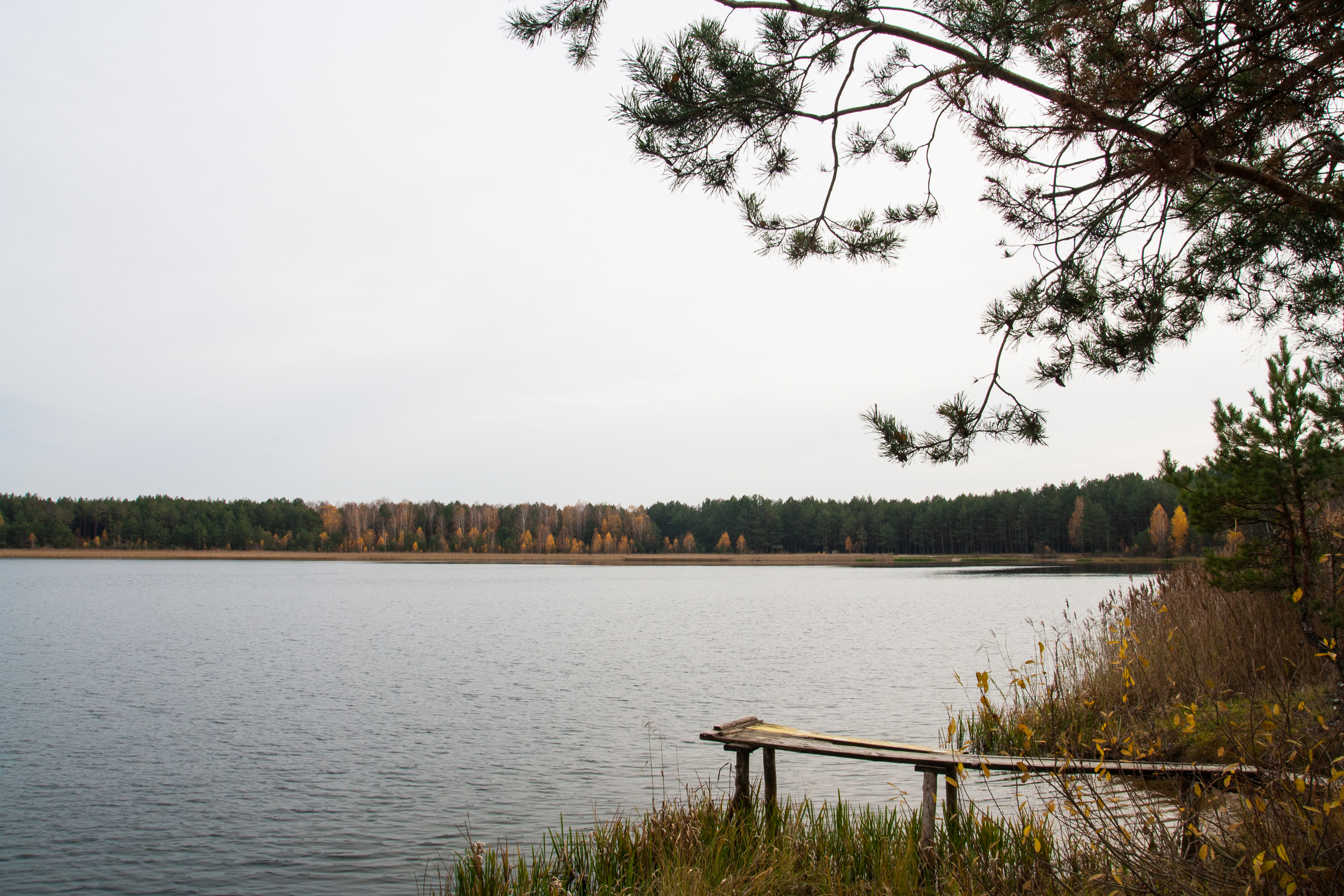
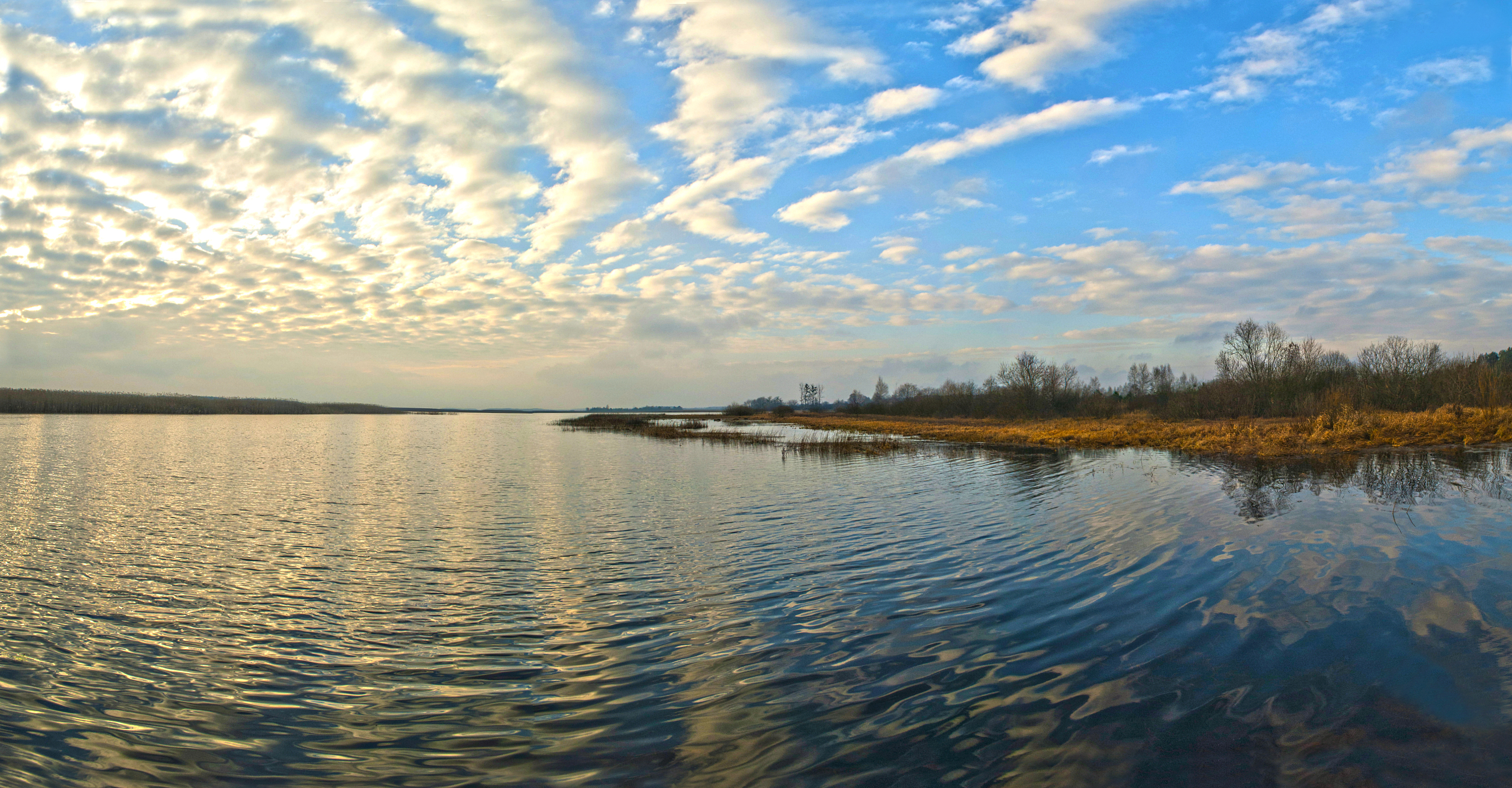
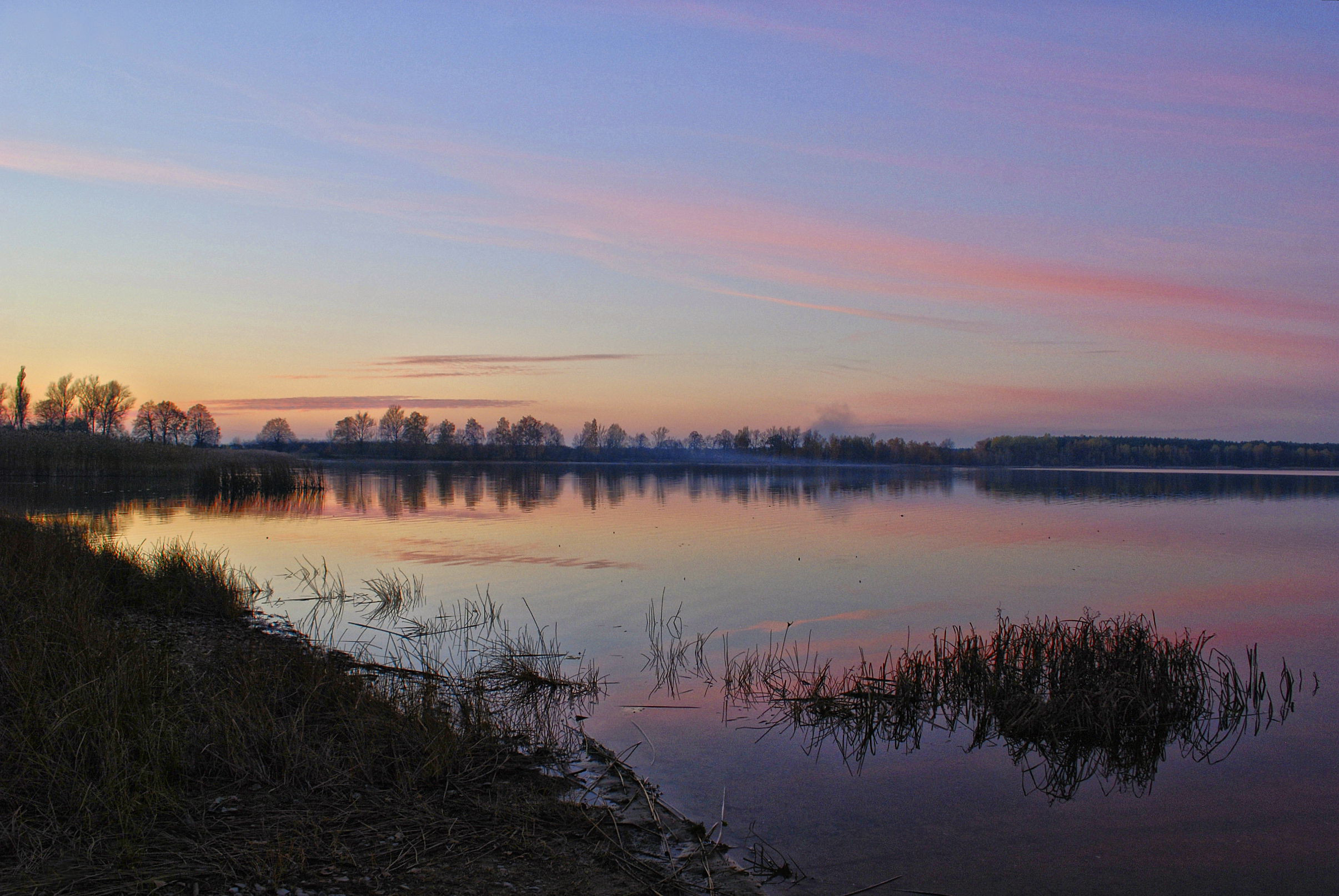